# Međupodručna nogometna liga Sisak – Karlovac – Kutina 1970./71.
Međupodručna nogometna liga Sisak – Karlovac – Kutina (također i kao Međupodsavezna nogometna liga Sisak – Karlovac – Kutina)  za sezonu 1970./71. je predstavljala ligu četvrtog stupnja nogometnog prvenstva Jugoslavije. 
 
Sudjelovalo je 12 klubova, a prvak je bila "Moslavina" iz Kutine. 

## Ljestvica
| mj. | klub                         | ut. | pob. | ner. | por. | gol+ | gol- | bod |
| --- | ---------------------------- | --- | ---- | ---- | ---- | ---- | ---- | --- |
| 1.  | Moslavina Kutina             | 22  | 14   | 3    | 5    | 54   | 26   | 31  |
| 2.  | Galdovo Sisak                | 22  | 14   | 2    | 6    | 64   | 33   | 30  |
| 3.  | Sloga Novoselec              | 22  | 13   | 2    | 7    | 46   | 33   | 28  |
| 4.  | Duga Resa                    | 22  | 9    | 6    | 7    | 35   | 35   | 24  |
| 5.  | Banija Glina                 | 22  | 9    | 5    | 8    | 44   | 48   | 23  |
| 6.  | Proleter Ilovac Karlovac     | 22  | 8    | 4    | 10   | 49   | 49   | 20  |
| 7.  | Partizan Bosanska Kostajnica | 22  | 8    | 4    | 10   | 45   | 49   | 20  |
| 8.  | Vatrogasac Gornje Mekušje    | 22  | 6    | 7    | 9    | 45   | 45   | 19  |
| 9.  | Ivanić (Ivanić-Grad)         | 22  | 4    | 10   | 8    | 34   | 46   | 18  |
| 10. | Mladost Petrinja             | 22  | 7    | 3    | 12   | 41   | 51   | 17  |
| 11. | Željezničar Sunja            | 22  | 8    | 1    | 13   | 33   | 48   | 17  |
| 12. | Pakrac                       | 22  | 7    | 3    | 12   | 27   | 63   | 17  |

- Gornje Mekušje – danas dio Karlovca
- "Partizan" iz Bosanske Kostajnice – klub iz Bosne i Hercegovine

## Rezultatska križaljka
| kratica | klub                         | BAN | DUR | GAL | IVA | MLA | MOS | PAK | PAR | PROI | SLO | VAT | ŽELJ |
| --- | ---------------------------- | --- | --- | --- | --- | --- | --- | --- | --- | ---- | --- | --- | ---- |
| BAN | Banija Glina                 |     |     |     |     |     |     |     |     |      |     |     |      |
| DUR | Duga Resa                    |     |     |     |     |     |     |     |     |      |     |     |      |
| GAL | Galdovo Sisak                |     |     |     |     |     |     |     |     |      |     |     |      |
| IVA | Ivanić (Ivanić-Grad)         |     |     |     |     |     |     |     |     |      |     |     |      |
| MLA | Mladost Petrinja             |     |     |     |     |     |     |     |     |      |     |     |      |
| MOS | Moslavina Kutina             |     |     |     |     |     |     |     |     |      |     |     |      |
| PAK | Pakrac                       |     |     |     |     |     |     |     |     |      |     |     |      |
| PAR | Partizan Bosanska Kostajnica |     |     |     |     |     |     |     |     |      |     |     |      |
| PROI | Proleter Ilovac Karlovac     |     |     |     |     |     |     |     |     |      |     |     |      |
| SLO | Sloga Novoselec              |     |     |     |     |     |     |     |     |      |     |     |      |
| VAT | Vatrogasac Gornje Mekušje    |     |     |     |     |     |     |     |     |      |     |     |      |
| ŽELJ | Željezničar Sunja            |     |     |     |     |     |     |     |     |      |     |     |      |
| |                              |     |     |     |     |     |     |     |     |      |     |     |      |
| podebljan rezultat - utakmice od 1. do 11. kola (1. utakmica između klubova) rezultat normalne debljine - utakmice od 12. do 22. kola (2. utakmica između klubova) rezultat nakošen - nije vidljiv redoslijed odigravanja međusobnih utakmica iz dostupnih izvora rezultat smanjen * - iz dostupnih izvora nije uočljiv domaćin susreta prekrižen rezultat - poništena ili brisana utakmica p - utakmica prekinuta 3:0 p.f. / 0:3 p.f. - rezultat 3:0 bez borbe |                              |     |     |     |     |     |     |     |     |      |     |     |      |

 Izvori:

## Poveznice
- Zagrebačka zona 1970./71.
- Varaždinska liga 1970./71.